# Bahnhof Berlin Humboldthain
Der S-Bahnhof Humboldthain ist ein Haltepunkt der Berliner S-Bahn im Berliner Ortsteil Gesundbrunnen des Bezirks Mitte. Er befindet sich am Streckenkilometer 1,2 der Stettiner Bahn in unmittelbarer Nähe des Volksparks Humboldthain.

## Lage und Aufbau

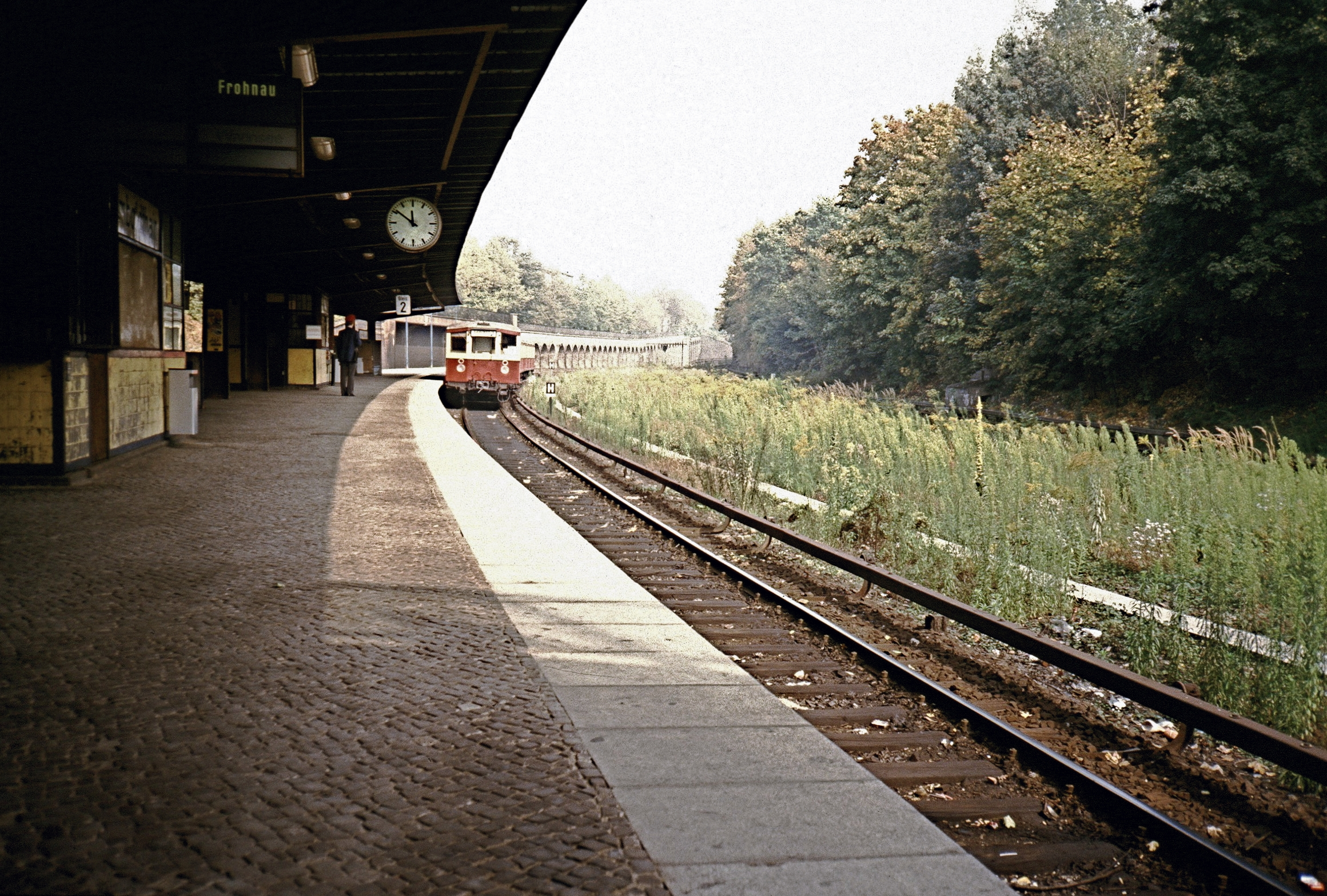
Bahnsteig mit einem nach Gesundbrunnen ausfahrenden BVG-Zug der Baureihe 275, 1986

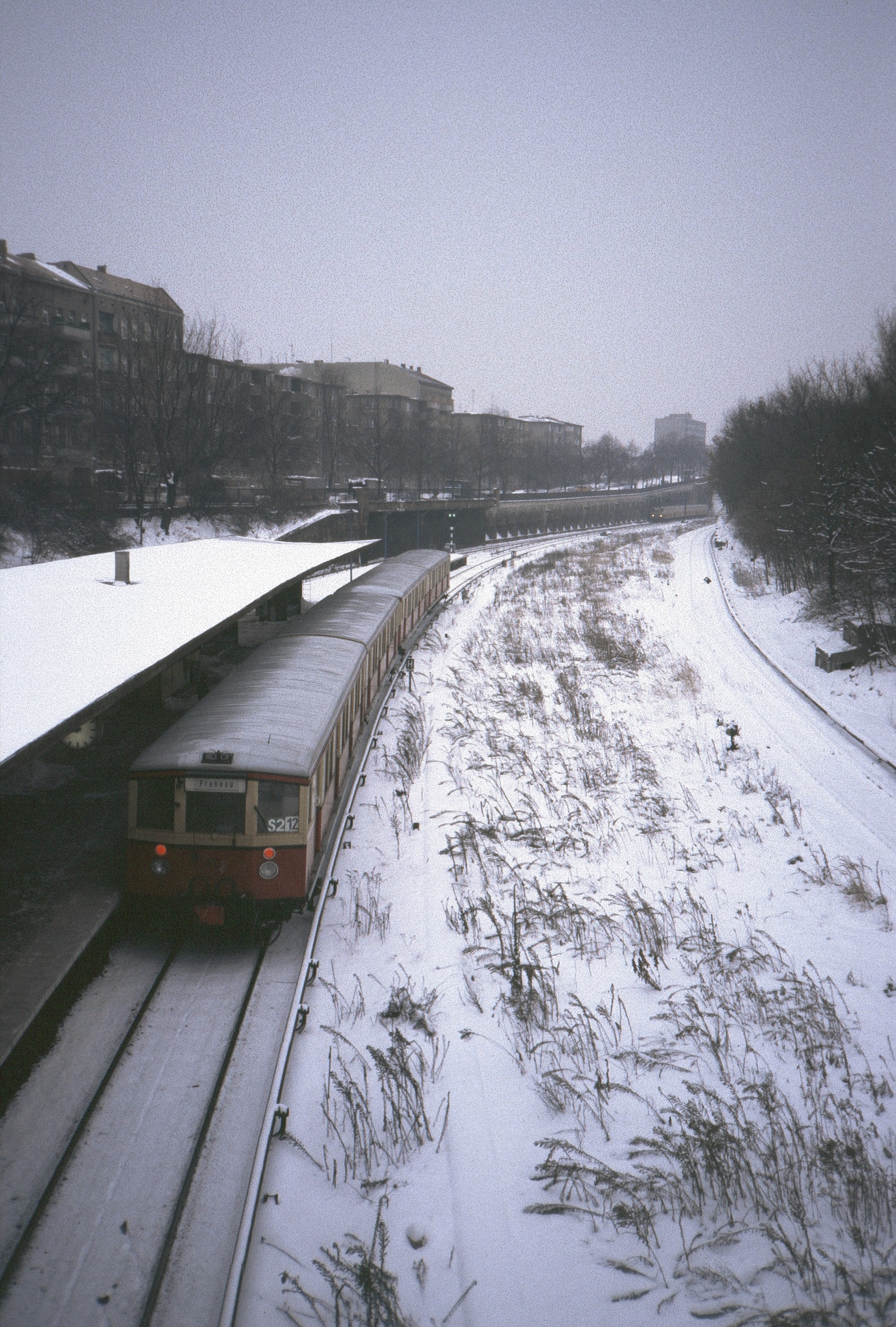
Lage des Bahnhofs im Einschnitt der Stettiner Bahn zwischen Hochstraße und Humboldthain, rechts das Verbindungsgleis zur Ringbahn, 1987

Der Haltepunkt befindet sich zwischen dem Nordbahnhof und dem Bahnhof Gesundbrunnen in einem Einschnitt westlich des Volksparks. Der 177 Meter lange Mittelbahnsteig ist etwa zur Hälfte mit einer einreihigen genieteten Stahlkonstruktion überdacht und liegt an den Vorortgleisen der Stettiner Bahn. Der Bahnsteig ist am südlichen Ende über zwei Treppenzugänge sowie einen Aufzug barrierefrei von der Wiesenstraße erreichbar.
Das Empfangsgebäude befindet sich auf der südlichen Straßenseite der Wiesenstraße. Die Schalterhalle ist im Stil der Neuen Sachlichkeit in Form eines regelmäßigen Siebenecks aufgebaut. Unter ihr sind weitere Diensträume in zwei Etagen eingerichtet. Die Außenwände waren ursprünglich verklinkert und wurden nach dem Zweiten Weltkrieg überwiegend verputzt. Der Innenraum wird durch Oberlichter erhellt und erhielt gelbe Keramikfliesen zur Verkleidung.
Die Hochstraße, welche nordwestlich parallel zu den Vorortgleisen verläuft, wird ab dem Bahnhof bis zum Humboldtsteg von einer bereits 1895 errichteten Arkadenreihe gestützt. Auf Seiten der Ferngleise zum Humboldthain hin wurde eine getreppte Böschungsmauer beim Bau des S-Bahnhofs errichtet.
Die Anlage bestehend aus Bahnhofsgebäude, Bahnsteig und der Böschungsmauer ist als Baudenkmal in der Berliner Landesdenkmalliste aufgeführt.

## Geschichte
Erstmals notwendig wurde der Bau des Bahnhofs 1898 für die Städtische Bau-Deputation, da der Druck durch die Allgemeine Elektricitäts-Gesellschaft zum Bau einer Verbindung zu den Vorortbahngleisen des Stettiner Bahnhofs immer stärker wurde. Während der Verhandlungen mit der Königlichen Eisenbahn-Direktion Berlin zur Herstellung eines Stichtunnels vom Stettiner Tunnel wurden aufgrund erheblicher Kostenersparnisse Überlegungen laut, eine Haltestelle im Humboldthain zu errichten. Man rechnete mit rund 75.000 Mark (kaufkraftbereinigt in heutiger Währung: rund 624.000 Euro) für den Bau der Haltestelle gegenüber 330.000 Mark (heute: rund 2,74 Millionen Euro) für den Bau des Stichtunnels. Die Vorlage zum Bau der Haltestelle vom 18. November 1898 (1574 B. II. 98) wurde jedoch vom Minister der öffentlichen Arbeiten Karl von Thielen am 12. Mai 1899 abgelehnt.
Der S-Bahnhof wurde ab dem 8. Januar 1934 im Zuge des Baus der Nordsüd-S-Bahn errichtet, um die umliegenden Wohngebiete und den Volkspark zu erschließen. Da die vorhandene Umgebung teilweise stark bebaut war, stand für die Errichtung der Station nur wenig Gelände zur Verfügung. Der Bahnsteig musste daher in einer Kurve errichtet werden. Die Wiesenbrücke wurde neu errichtet und der nordwestliche Pfeiler um etwa zehn Meter zurückgesetzt. Das Empfangsgebäude wurde auf einer kleinen Freifläche westlich der Wiesenbrücke errichtet, die Fußgängerbrücke zum Bahnsteig ist durch seine Lage entsprechend verwinkelt angelegt.
Nach etwas mehr als einjähriger Bauzeit erfolgte die Eröffnung zum 21. Januar 1935. Die Züge fuhren zunächst den Stettiner Vorortbahnhof an, bevor sie ab dem 27. Juli 1936 durch den Nord-Süd-Tunnel geleitet wurden.
Im April 1945 kam es zur kriegsbedingten Einstellung des S-Bahn-Verkehrs in Berlin. Die Bedienung erfolgte ab Juni 1945 zunächst mit dampfbetriebenen Vorortzügen, kurze Zeit darauf hielten wieder elektrische Züge am Bahnsteig. Da durch die Sprengung der Tunneldecke des Nord-Süd-Tunnels unterhalb des Landwehrkanals ein Befahren des selbigen unmöglich war, verkehrten die Züge zunächst zum Stettiner Bahnhof (heute: Nordbahnhof). Ab dem 31. Januar 1946 erfolgte die schrittweise Wiederinbetriebnahme des Tunnels.
Durch den Mauerbau im August 1961 und dem darauf einsetzenden Boykott der Berliner S-Bahn sanken die Fahrgastzahlen am Bahnhof wie im gesamten West-Berliner S-Bahn-Netz rapide und die Anlagen wurden dem Verfall preisgegeben. Die Reichsbahn übergab am 9. Januar 1984 ihre Betriebsrechte an der S-Bahn in West-Berlin an die Berliner Verkehrsbetriebe (BVG), die einen Großteil der Strecken wegen ihres maroden Zustandes einstellte. Am 1. Mai 1984 wurde die Station einschließlich der Nord-Süd-Strecke von Anhalter Bahnhof bis Gesundbrunnen wieder in Betrieb genommen. Die erforderliche Sanierung erfolgte anschließend nach der deutschen Wiedervereinigung zusammen mit dem Nord-Süd-Tunnel zwischen dem 2. April 1991 und dem 1. März 1992. Im Dezember 2011 wurde ein Aufzug und ein zweiter Treppenzugang in Betrieb genommen.
Seit Frühjahr 2016 erfolgt die Zugabfertigung durch den Triebfahrzeugführer mittels Führerraum-Monitor (ZAT-FM).

## Anbindung
Der S-Bahnhof wird von den Linien S1, S2, S25 und S26 der S-Bahn Berlin bedient. Es bestehen Umsteigemöglichkeiten zur Omnibuslinie 247 der Berliner Verkehrsbetriebe.
| Linie | Verlauf |
| ----- | --- |
|       | Oranienburg – Lehnitz – Borgsdorf – Birkenwerder – Hohen Neuendorf – Frohnau – Hermsdorf – Waidmannslust – Wittenau (Wilhelmsruher Damm) – Wilhelmsruh – Schönholz – Wollankstraße – Bornholmer Straße – Gesundbrunnen – Humboldthain – Nordbahnhof – Oranienburger Straße – Friedrichstraße – Brandenburger Tor – Potsdamer Platz – Anhalter Bahnhof – Yorckstraße (Großgörschenstraße) – Julius-Leber-Brücke – Schöneberg – Friedenau – Feuerbachstraße – Rathaus Steglitz – Botanischer Garten – Lichterfelde West – Sundgauer Straße – Zehlendorf – Mexikoplatz – Schlachtensee – Nikolassee – Wannsee |
|       | Bernau – Bernau-Friedenstal – Zepernick – Röntgental – Buch – Karow – Blankenburg – Pankow-Heinersdorf – Pankow – Bornholmer Straße – Gesundbrunnen – Humboldthain – Nordbahnhof – Oranienburger Straße – Friedrichstraße – Brandenburger Tor – Potsdamer Platz – Anhalter Bahnhof – Yorckstraße – Südkreuz – Priesterweg – Attilastraße – Marienfelde – Buckower Chaussee – Schichauweg – Lichtenrade – Mahlow – Blankenfelde |
|       | Hennigsdorf – Heiligensee – Schulzendorf – Tegel – Eichborndamm – Karl-Bonhoeffer-Nervenklinik – Alt-Reinickendorf – Schönholz – Wollankstraße – Bornholmer Straße – Gesundbrunnen – Humboldthain – Nordbahnhof – Oranienburger Straße – Friedrichstraße – Brandenburger Tor – Potsdamer Platz – Anhalter Bahnhof – Yorckstraße – Südkreuz – Priesterweg – Südende – Lankwitz – Lichterfelde Ost – Osdorfer Straße – Lichterfelde Süd – Teltow Stadt |
|       | Blankenburg – Pankow-Heinersdorf – Pankow – Bornholmer Straße – Gesundbrunnen – Humboldthain – Nordbahnhof – Oranienburger Straße – Friedrichstraße – Brandenburger Tor – Potsdamer Platz – Anhalter Bahnhof – Yorckstraße – Südkreuz – Priesterweg – Südende – Lankwitz – Lichterfelde Ost – Osdorfer Straße – Lichterfelde Süd – Teltow Stadt |